# Tempatikreek
De Tempatikreek of Tamapatikreek is een kreek in Suriname. Het is een zijrivier van de Commewijne. 
Op een kaart van Alexander de Lavaux uit 1737 staan enkele plantages aangegeven, waaronder De Vreede (of La Paix) waar in 1757 een opstand uitbrak onder de tot slaaf gemaakten onder leiding van Boston Bendt. Deze opstand leidde onder meer tot de vorming van de stam van de Aukaners, die op 10 oktober 1760 een Vrede van 1760vredesverdrag sloot met het koloniaal gezag. Door het verdrag werd de onafhankelijkheid van de Ndyuka (Aukaners) erkend.